# Pachyanthus poiretii
Pachyanthus poiretii är en tvåhjärtbladig växtart som beskrevs av August Heinrich Rudolf Grisebach. Pachyanthus poiretii ingår i släktet Pachyanthus och familjen Melastomataceae. Inga underarter finns listade i Catalogue of Life.